# Accent (muziek)
In de muziek is een accent de nadruk die een tijdsdeel in de cadans van een maat of metrum krijgt, waardoor het zich van andere maatdelen of tijdsdelen onderscheidt. 
Een belangrijk accent is het maateigen accent. Als een maatsoort uit twee of drie teleenheden bestaat (enkelvoudige maatsoort), valt het natuurlijke accent automatisch op de eerste tel. Als er sprake is van meer dan twee of drie tellen (samengestelde maatsoort), is er sprake van een hoofd- en nevenaccent. Bij een vierkwartsmaat valt dan het hoofdaccent op de eerste en het nevenaccent op de derde tel. Bij een 6/8-maat valt het hoofdaccent op de eerste noot van de eerste groep van drie achtsten, het nevenaccent op de eerste noot van de tweede groep.
Behalve het maateigen accent zijn er diverse andere accenten:
- Het fictieve accent, enkel bestaande in de perceptie van een luisteraar, bijvoorbeeld wanneer men naar een klok luistert die "tik tak tik tak" zegt. Men kan zowel "tik" als "tak" als accentpunt ervaren.
- Het agogische accent, waarbij een toon enigszins in duur verlengd wordt, dan wel eerder of later inzet.
- Het dynamische accent, waarbij de toonsterkte van een toon groter (of soms juist kleiner) wordt gemaakt.

Agogische en dynamische accenten treden doorgaans gezamenlijk op.
Deze drie soorten accenten heten ook wel metrische of maataccenten.

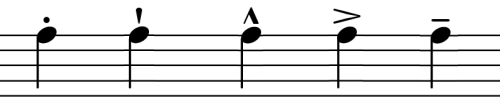
Voorbeelden van articulatietekens:
Achtereenvolgens: Staccato, Staccatissimo, Marcato, Accent, Tenuto

De notatie van een accent geschiedt doorgaans met het teken > boven of onder de betrokken noot.
Melodische accenten kunnen een bepaalde toon of groep tonen van de melodie opvallend maken. Hiertoe worden dezelfde metrische accenten ingezet, echter ook wordt vaak door de voorgaande toon als 'opstapje' te gebruiken de te accentueren melodietoon juist in het licht gezet.
Andere technieken om accenten (in meer algemene zin) te realiseren zijn: articulatie, ritmische variaties, instrumentatie, klankkleurverschillen, balans tussen tonen en onderlinge verhoudingen tussen diverse stemmen of harmonieën.
Ook de toepassing van een of meer syncopen in een muziekstuk kan een (ritmische of agogische) accentwerking hebben.

## Anti-accent
Een anti-accent is een toon die bewust onopvallend wordt gespeeld; men spreekt ook wel van ghost-note (spooktoon). Met name in muziek voor slagwerk wordt in de notatie ook gebruikgemaakt van anti-accent-tekens, die als volgt genoteerd worden:
1. Iets zachter dan de omringende tonen: ˘ (een liggend half rondje boven de noot)
2. Beduidend zachter dan de omringende tonen: ( ) (de nootkop tussen haakjes)
3. Zeer veel zachter dan de omringende tonen: [ ] (de nootkop tussen vierkante haakjes)